# Camputers Lynx
Camputers LYNX (LYNX) је био кућни рачунар фирме Camputers који је почео да се производи у Уједињеном Краљевству од 1982. године.
Користио је Zilog Z80A као микропроцесор. RAM меморија рачунара је имала капацитет од 48 kb, 96 kb или 128 kb зависно од модела (највише 192 kb). 
Као оперативни систем кориштен је CP/M опциони.

## Детаљни подаци
Детаљнији подаци о рачунару LYNX су дати у табели испод.
|                       |                                                  |
| [ 1 ]                 |                                                  |
| Произвођач            |                                                  |
| Тип                   | кућни рачунар                                    |
| Меморија              | 48 , 96 или 128 зависно од модела (највише 192 ) |
| Поријекло             | Уједињено Краљевство                             |
| Година                | 1982                                             |
| Тастатура             | тастатура са пуним помаком тастера, 57 тастера   |
| Процесор              |                                                  |
| Фреквенција процесора | 4                                                |
| RAM                   | 48 , 96 или 128 зависно од модела (највише 192 ) |
| ROM                   | 16 (48K верзија), 24 (96K и 128K верзије)        |
| Текст                 | 40 x 24, 80 x 24                                 |
| Графика               | 256 x 248, 512 x 480                             |
| Боја                  | 8                                                |
| Звук                  | један глас, мали звучник                         |
| Димензије             | 32 x 20 x 7 / 2                                  |
| Портови               |                                                  |
| Оперативни систем     | опциони                                          |